# Saint-Marcel-lès-Valence
För andra betydelser, se Saint-Marcel.
Saint-Marcel-lès-Valence är en kommun i departementet Drôme i regionen Auvergne-Rhône-Alpes i sydöstra Frankrike. Kommunen ligger i kantonen Bourg-lès-Valence som tillhör arrondissementet Valence. År 2022 hade Saint-Marcel-lès-Valence 6 214 invånare.

## Befolkningsutveckling
Antalet invånare i kommunen Saint-Marcel-lès-Valence
Referens:INSEE